# Tinamú negre
El tinamú negre (Tinamus osgoodi) és una espècie d'ocell de la família dels tinàmids (Tinamidae) que viu a la selva humida de Sud-amèrica occidental, a punts molt restringits del curs superior del Riu Magdalena, a Colòmbia i a la vall del Marcapata, a la regió de Cuzco, a Perú.